# Limnocharitaceae
{{Taxobox
| name = 
| regnum = 
| divisio = 
| classis = 
| ordo = 
| familia = 
| familia_authority = 
| subdivision_ranks = родови
| subdivision =
-{Butomopsis Kunth

Hydrocleys  Rich.

Limnocharis  Bonpl.}-
| zivotna_forma = H (хидрофите)
}}
Limnocharitaceae је фамилија водених монокотиледоних биљака. Статус фамилије не постоји у свим класификационим схемама. По APG I и APG II класификацијама скривеносеменица, фамилија Limnocharitaceae је валидна фамилија у оквиру реда Alismatales. Фамилија обухвата три рода биљака са 7 врста. Основни број хромозома у фамилији је x=10